# Imunoglobulin G
Imunoglobulin G (IgG) predstavlja antitelo odgovorno za kasni serumski imunitet. Pripada gama-globulinskoj frakciji serumskih proteina. U pitanju je proteinski komplex izgrađen od četiri peptidna lanca, od čega dva identična teška γ lanca i dva identična laka lanca međusobno povezana u obliku slova Y tipičnom za monomere antitela. Svaki IgG ima dva aktivna centra. IgG predstavlja oko 75% antitela u krvnoj plazmi čoveka.Kao i ostali izotipovi imunoglobulina (IgA, IgD, IgE, IgM) proizvode ga plazma ćelije (sazreli oblici B limfocita), koje se javljaju kada se razvije infekcija.
Kada patogen uđe u organizam čoveka, makrofagi (vrsta belih krvnih zrnaca) "proždiru" patogen koji može biti virus, bakterija, gljivica... na svojoj membrani iskazuje MHC II klasu (glavni kompleks histokompatibilnosti). CD4 ćelije ili Th (T pomoćne ćelije), koje su neophodne za pravilno funkcionisanje imuniteta, čija je uloga podizanje broja imunih ćelija i ukazivanje ćelijama na to ko je u stvari patogen i koga treba da unište. Nakon što se Th ćelija zakači za površinu makrofaga, prima signal od makrofaga o tome koji je patogen upitanju. Nakon toga CD4 ćelije se kače za B limfocite i bombarduju informacijama o patogenu. Nakon toga B limfociti se brzo umnožavaju. Jedan deo B limfocita ostaje u vidu memorijskim ćelijama sa antitelima na taj patogen u slučaju ponovnog javljanja patogena, one brzo reaguju i imunitet za mnogo kraći period stvori dovoljan broj antitela i rešava se uljeza u odnosu na prvi put., dok drugi deo ćelija sazreva i menja oblik u tzv. plazma ćelije.
Plazma ćelije su odgovorne za stvaranje antitela. U roku od jedne sekunde jedna plazma ćelija izbaci oko 2000 antitela. IgG antitela se javljaju kada je infekcija već u odmakloj fazi.

## Uloga
Antitela imaju dvostruku ulogu. Ona lociraju antigen i obeležavaju ga kako bi ga antitelno zavisne ćelije (makrofagi, granulociti, monociti) mogle uništiti. Druga uloga je ta da se vezuje za receptore na antigenima i onemogućava njihove replikovanje u živim ćelijama (postoje intra i ekstracelularni patogeni. Intracelularni su pretežno virusi, i oni moraju da se ugrade u ćeliju domaćina kako bi se razmnožavali. Antitela su efikasna pre nego što se virus ugradi u ćeliju domaćina. Antitela ne mogu da pomognu ukoliko se virus replikuje u ćeliju domaćina.Ovo je najučestaliji imunoglobulin i skoro jednako se distribuira u krv, tkivne tečnosti, pri čemu čini 75% seruma imunoglobulina u ljudskom organizmu.
Kod ptica IgG se još zove i IgY, i nađen je u serumu i žumancetu.

## Funkcionisanje
Ovo je jedini izotop imunoglobulina koji može da prođe kroz ljudsku placentu, omogućujući zaštitu fetusa u prvim nedeljama života, pre nego što se njegov imunski sistem razvije. Može da se veže za mnoge patogene organizme npr.: bakterije, viruse i gljivice, i štiti telo od istih aktivacijom komplemenata, (klasičan prolaz), vezivanjem za imune ćelije i neutralizacijom toksina patogena. IgG može da izazove i alergiju na hranu, ali tzv. „sporu“ reakciju, dok IgE izaziva rapidnu reakciju.
Postoji više podgrupa IgG - a: 
 je procentualno najzastupljeniji u krvi (66%). Ima lak prolaz kroz placentu. Drugi je najveći aktivator komplemenata. Visok afinitet (lakoća vezivanja za Fc receptore na imunim ćelijama.
 je procentualno drugi u redu po zastupljenosti u krvi (23%). Teško prolazi kroz placentu. Treći najveći aktivator komplementa. Veoma nizak afinitet.
 je procentualno treći u redu po zastupljenosti u krvi (7%). Lako prolazi kroz placentu. Nije aktivator komplementa. Najveći afinitet.
 je procentualno četvrti u redu po zastupljenosti u krvi (4%). Lako prolazi kroz placentu. Nije aktivator komplemenata. Srednji afinitet.